# Autheuil (Orne)
Autheuil è un comune francese di 147 abitanti situato nel dipartimento dell'Orne nella regione della Normandia.

## Società

### Evoluzione demografica
Abitanti censiti